# Háromszék (dagblad)
Háromszék is een regionaal Hongaarstalig dagblad dat verschijnt in Roemenië vanuit de stad Sfântu Gheorghe (Hongaars:Sepsiszentgyörgy). De krant is gericht op de Hongaren in het District Covasna dat het zuidelijke deel vormt van het Szeklerland.
De krant speelt een belangrijke rol in opinievorming voor de Hongaarse bevolking van het district dat vroeger onder Hongaars bestuur (tot 1920) Háromszék heette (drie stoelen) en daarna door de Roemenen eerst Trei Scaune en daarna Covasna werd gedoopt (naar een stadje in het district).
De huidige hoofdredacteur (2022) is Botond Farcádi.

## Geschiedenis
De oprichter van de krant (Sándor Dali) was eerder de hoofdredacteur van het partijblad Megyei Tükör dat bestond tussen 1968 en 1989. Direct tijdens de omwentelingen werden alle banden met de communistische partij verbroken en ontstond op 22 december 1989 het nieuwe onafhankelijke dagblad.